# Чи не той то хміль...
«Чи не той то хміль...» — відома народна історична пісня про Богдана Хмельницького, який очолив Визвольну війну проти панської Польщі, що захопила українські землі.
Записана в 50-х роках XIX століття в Галичині. Видана у збірці Якова Головацького «Народні пісні Галицької і Угорської Русі», ч. I. Існує кілька записів цієї пісні. 

## Ідея твору
Задумом твору є плекання серед українського народу поваги до Богдана Хмельницького як народного ватажка, талановитого полководця та мудрого державного діяча. Окрім захоплення мужнім ватажком, у пісні оспівується пересторога гетьману не захоплюватись перемогою, не втрачати пильності, оскільки попереду ще будуть важкі випробування. Ворогів подано приниженими і розбитими, але є місця щирого співчуття до дітей-сиріт та вдів.

## Тема твору
В основу пісні «Чи не той то хміль...» покладено розповідь про одну з найвизначніших подій Національно-Визвольної війни під проводом Богдана Хмельницького, а саме про першу збройну перемогу козаків над поляками під Жовтими Водами 16 травня 1648 року, коли козаки за підтримки татар ущент розгромили польсько-шляхетське військо.